# Iveta Benešová
Iveta Benešová, w latach 2012–2015 zamężna Melzer (ur. 1 lutego 1983 w Moście) – czeska tenisistka, mistrzyni Wimbledonu 2011 w grze mieszanej, reprezentantka Czech w Pucharze Federacji.

## Kariera tenisowa
Grać w tenisa zaczęła w wieku 7 lat. W 2002 zadebiutowała w cyklu WTA występem w Budapeszcie. W tym samym roku doszła do swojego pierwszego finału, w Bratysławie, gdzie uległa Nathalie Dechy. Znalazła się też w pierwszej setce rankingu. W 2004 Benešová zdobyła swój pierwszy tytuł singlowy w Acapulco. W finale pokonała Włoszkę Pennettę. Osiągnęła też dwa kolejne finały turniejowe. Wygrała także turniej debla w Paryżu, w parze z rodaczką, Květą Peschke.
Na początku 2006 osiągnęła finał w Hobart, a następnie sprawiła dużą niespodziankę w Australian Open, eliminując w drugiej rundzie rozstawioną z "piątką" Mary Pierce. Trzecia runda, w której uległa Martinie Hingis była zarazem jej największym dotychczasowym osiągnięciem w Wielkim Szlemie.
W maju 2010, po sześcioletniej przerwie, zdobyła swój drugi tytuł w grze pojedynczej; w marokańskim Fezie pokonała w finale Simonę Halep 6:4, 6:2.
W sierpniu 2014 ogłosiła zakończenie kariery sportowej.

## Życie prywatne
14 września 2012 wyszła za mąż za austriackiego tenisistę Jürgena Melzera i przyjęła nazwisko męża.
Para rozwiodła się w 2015 i Czeszka powróciła do nazwiska panieńskiego.

## Finały turniejów WTA
| Legenda                     | Legenda |
| --------------------------- | ------- |
| Wielki Szlem                |         |
| Igrzyska olimpijskie        |         |
| WTA Tour Championships      |         |
| 1988 – 2008                 |         |
| Kategoria I                 |         |
| Kategoria II                |         |
| Kategoria III               |         |
| Kategoria IV                |         |
| Kategoria V                 |         |
| 2009 – 2020                 |         |
| WTA Premier Mandatory       |         |
| WTA Premier 5               |         |
| WTA Premier                 |         |
| WTA International Series    |         |
| WTA 125K series (2012–2020) |         |

### Gra pojedyncza 8 (2-6)
| Końcowy wynik | Nr | Data                 | Turniej      | Nawierzchnia | Przeciwniczka      | Wynik finału |
| ------------- | -- | -------------------- | ------------ | ------------ | ------------------ | ------------ |
| Finalistka    | 1. | 18 października 2002 | Bratysława   | Twarda       | Maja Matevžič      | 0:6, 1:6     |
| Zwyciężczyni  | 1. | 7 marca 2004         | Acapulco     | Ceglana      | Flavia Pennetta    | 7:6(5), 6:4  |
| Finalistka    | 2. | 20 kwietnia 2004     | Estoril      | Ceglana      | Émilie Loit        | 5:7, 6:7(1)  |
| Finalistka    | 3. | 28 sierpnia 2004     | Forest Hills | Twarda       | Jelena Lichowcewa  | 3:6, 2:6     |
| Finalistka    | 4. | 16 stycznia 2006     | Hobart       | Twarda       | Michaëlla Krajicek | 2:6, 1:6     |
| Finalistka    | 5. | 20 maja 2008         | Estoril      | Ceglana      | Marija Kirilenko   | 4:6, 2:6     |
| Finalistka    | 6. | 16 stycznia 2009     | Hobart       | Twarda       | Petra Kvitová      | 5:7, 1:6     |
| Zwyciężczyni  | 2. | 1 maja 2010          | Fez          | Ceglana      | Simona Halep       | 6:4, 6:2     |

### Gra podwójna 26 (14-12)
| Końcowy wynik | Nr  | Data                 | Turniej          | Nawierzchnia   | Partnerka                  | Przeciwniczki                                      | Wynik finału      |
| ------------- | --- | -------------------- | ---------------- | -------------- | -------------------------- | -------------------------------------------------- | ----------------- |
| Finalistka    | 1.  | 18 lipca 2004        | Stanford         | Twarda         | Claudine Schaul            | Eleni Daniilidu Nicole Pratt                       | 2:6, 4:6          |
| Zwyciężczyni  | 1.  | 13 lutego 2005       | Paryż            | Twarda (hala)  | Květa Peschke              | Anabel Medina Garrigues Dinara Safina              | 6:2, 2:6, 6:2     |
| Finalistka    | 2.  | 17 kwietnia 2005     | Charleston       | Ceglana        | Květa Peschke              | Conchita Martínez Virginia Ruano Pascual           | 1:6, 4:6          |
| Finalistka    | 3.  | 18 czerwca 2005      | ’s-Hertogenbosch | Trawiasta      | Nuria Llagostera Vives     | Anabel Medina Garrigues Dinara Safina              | 4:6, 6:2, 6:7(11) |
| Finalistka    | 4.  | 15 października 2006 | Moskwa           | Twarda (hala)  | Galina Woskobojewa         | Francesca Schiavone Květa Peschke                  | 4:6, 7:6(4), 1:6  |
| Finalistka    | 5.  | 6 stycznia 2007      | Gold Coast       | Twarda         | Galina Woskobojewa         | Dinara Safina Katarina Srebotnik                   | 3:6, 4:6          |
| Zwyciężczyni  | 2.  | 30 września 2007     | Luksemburg       | Twarda (hala)  | Janette Husárová           | Wiktoryja Azaranka Szachar Pe’er                   | 6:4, 6:2          |
| Zwyciężczyni  | 3.  | 23 lutego 2008       | Bogota           | Ceglana        | Bethanie Mattek            | Jelena Kostanić Tošić Martina Müller               | 6:3, 6:3          |
| Finalistka    | 6.  | 1 marca 2008         | Acapulco         | Ceglana        | Petra Cetkovská            | Nuria Llagostera Vives María José Martínez Sánchez | 2:6, 4:6          |
| Finalistka    | 7.  | 18 maja 2008         | Rzym             | Ceglana        | Janette Husárová           | Chan Yung-jan Chuang Chia-jung                     | 6:7(5), 3:6       |
| Zwyciężczyni  | 4.  | 3 sierpnia 2008      | Sztokholm        | Twarda         | Barbora Záhlavová-Strýcová | Petra Cetkovská Lucie Šafářová                     | 7:5, 6:4          |
| Finalistka    | 8.  | 2 marca 2009         | Monterrey        | Twarda         | Barbora Záhlavová-Strýcová | Nathalie Dechy Mara Santangelo                     | 3:6, 4:6          |
| Finalistka    | 9.  | 13 lipca 2009        | Praga            | Ceglana        | Barbora Záhlavová-Strýcová | Alona Bondarenko Kateryna Bondarenko               | 1:6, 2:6          |
| Finalistka    | 10. | 29 sierpnia 2009     | New Haven        | Twarda         | Lucie Hradecká             | Nuria Llagostera Vives María José Martínez Sánchez | 2:6, 5:7          |
| Zwyciężczyni  | 5.  | 25 października 2009 | Luksemburg       | Twarda (hala)  | Barbora Záhlavová-Strýcová | Vladimíra Uhlířová Renata Voráčová                 | 1:6, 6:0, 10–7    |
| Zwyciężczyni  | 6.  | 14 lutego 2010       | Paryż            | Twarda (hala)  | Barbora Záhlavová-Strýcová | Cara Black Liezel Huber                            | walkower          |
| Zwyciężczyni  | 7.  | 7 marca 2010         | Monterrey        | Twarda         | Barbora Záhlavová-Strýcová | Anna-Lena Grönefeld Vania King                     | 3:6, 6:4, 10–8    |
| Zwyciężczyni  | 8.  | 1 maja 2010          | Fez              | Ceglana        | Anabel Medina Garrigues    | Lucie Hradecká Renata Voráčová                     | 6:3, 6:1          |
| Zwyciężczyni  | 9.  | 2 października 2010  | Tokio            | Twarda         | Barbora Záhlavová-Strýcová | Szachar Pe’er Peng Shuai                           | 6:4, 4:6, 10–8    |
| Finalistka    | 11. | 24 października 2010 | Luksemburg       | Twarda (hala)  | Barbora Záhlavová-Strýcová | Timea Bacsinszky Tathiana Garbin                   | 4:6, 4:6          |
| Zwyciężczyni  | 10. | 14 stycznia 2011     | Sydney           | Twarda         | Barbora Záhlavová-Strýcová | Květa Peschke Katarina Srebotnik                   | 4:6, 6:4, 10–7    |
| Zwyciężczyni  | 11. | 6 marca 2011         | Monterrey        | Twarda         | Barbora Záhlavová-Strýcová | Anna-Lena Grönefeld Vania King                     | 6:7(8), 6:2, 10–6 |
| Zwyciężczyni  | 12. | 1 maja 2011          | Barcelona        | Ceglana        | Barbora Záhlavová-Strýcová | Natalie Grandin Vladimíra Uhlířová                 | 5:7, 6:4, 11–9    |
| Zwyciężczyni  | 13. | 25 października 2011 | Luksemburg       | Twarda (hala)  | Barbora Záhlavová-Strýcová | Lucie Hradecká Jekatierina Makarowa                | 7:5, 6:3          |
| Zwyciężczyni  | 14. | 29 kwietnia 2012     | Stuttgart        | Ceglana (hala) | Barbora Záhlavová-Strýcová | Julia Görges Anna-Lena Grönefeld                   | 6:4, 7:5          |
| Finalistka    | 12. | 1 marca 2014         | Acapulco         | Twarda         | Petra Cetkovská            | Kristina Mladenovic Galina Woskobojewa             | 3:6, 6:2, 5–10    |

### Gra mieszana 1 (1-0)
| Końcowy wynik | Nr | Data         | Turniej   | Nawierzchnia | Partner       | Przeciwnicy                     | Wynik finału |
| ------------- | -- | ------------ | --------- | ------------ | ------------- | ------------------------------- | ------------ |
| Zwyciężczyni  | 1. | 3 lipca 2011 | Wimbledon | Trawiasta    | Jürgen Melzer | Jelena Wiesnina Mahesh Bhupathi | 6:3, 6:2     |